# Линкявичене, Сандра

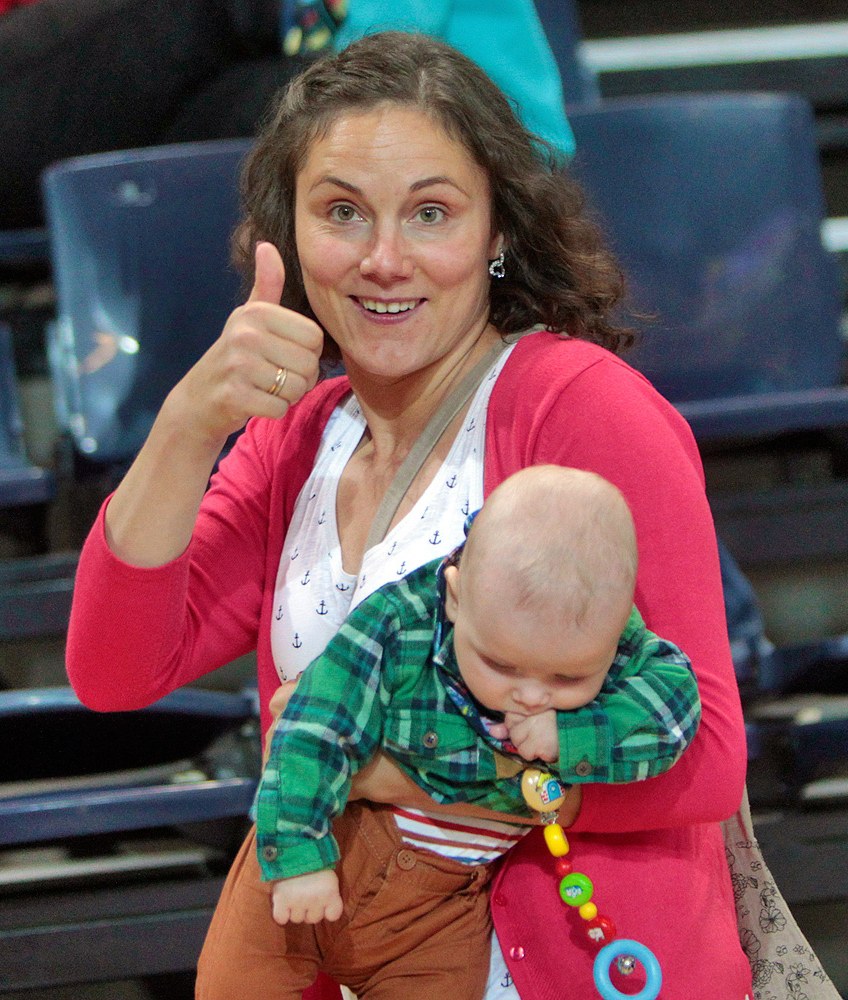
Сандра Линкявичене в 2014 году

Сандра Линкявичене (Валужите) (лит. Sandra Linkevičienė (Valužytė); род. 1 февраля 1982, Кретинга) — литовская баскетболистка и тренер, играла на позиции разыгрывающего защитник. Неоднократный участник многих международных соревнований в составе сборной Литвы. Капитан сборной, один из лидеров литовского баскетбола в XXI веке.

## Биография
Начала заниматься баскетболом в родной Кретинге. В 15 лет уехала в Вильнюсскую олимпийскую школу. Первым профессиональным клубом был алитусский «Снайге». Затем Сандра перешла в сильнейший литовский клуб тех лет «Летувос телекомас». В первом же сезоне 1999/2000 стала чемпионкой Литвы, победителем Балтийской лиги, участвовала в розыгрыше Кубка Ронкетти, где команда дошла до полуфинала. По окончании сезона получила вызов в сборную на чемпионат Европы среди юниорок, где команда заняла 4-е место, а Сандра стала лучшей в команде по двум показателям — 15,5 очка, 6,9 подбора в среднем за игру.
В сезоне 2000/2001 году повторила успех с клубом во внутренних первенствах, а также дебютировала в Евролиге, где команда дошла до 1/8 финала. На чемпионате мира среди девушек сборная заняла 8-е место и она стала лучшей в команде по передачам — 2,3 за игру.
С сезона 2001/02 стала основной баскетболисткой «Летувос телекомаса» вплоть до её ухода в 2008 году. В 2002 году в возрасте 21 года дебютировала в составе женской сборной Литвы на чемпионате мира, где отыграла все 8 игр.
Самый большой успех в Евролиге Сандра со своей командой добилась в сезоне 2004/05, где «Литовус телекомас» занял третье место, обыграв в матче за призовое место венгерский «МиЗо-Печ» — 68:60. На протяжении всего турнира она отыграла все 19 игр и была второй в команде по количеству минут на площадке — 31,7 за игру. Но сезон на этом не закончился, на чемпионате Европы — 2005 сборная Литвы заняла 4-е место и здесь Линкявичене была лидером в своей команде — 13,5 очка, 3,8 передач, 30,8 минут в среднем за игру.
В сезоне 2005/06 «Литовус телекомас», пробившись в Финал четырёх Евролиги, не смог повторить успех — занял 4-е место, и опять Сандра по многим показателям была лидером в команде. В 2006 году на Чемпионате мира в Бразилии сборная Литвы заняла 6-е место (повторив успех 1998 года) во многом благодаря отличной игре Сандры Линкявичене.
Ещё одним штрихом в её биографии стоит Мировая лига по баскетболу 2007, где Сандра является творцом сенсации турнира, когда «ТЕО» обыграл сборную WNBA (79:76) в которой блистали будущие олимпийские чемпионы 2008 года: Огастус, Пондекстер, Таурази, Берд и другие. На этом турнире Линкявичене была лучшая среди всех баскетболисток по следующим показателям: 4,2 передач, 2,8 перехватов в среднем за игру.
На протяжении всей своей карьеры в Вильнюсском клубе она выигрывала 9 подряд титулов Чемпиона Литвы и Балтийской лиги. Возможно, что она бы и закончила карьеру баскетболиста в Литве, если бы перед началом сезона 2008/09 тренер Альгирдас Паулаускас (6 лет он тренировал команду и сборную) не перешёл бы в курское «Динамо». Сандра вслед за ним покинула «ТЕО» и подписала контракт с «Динамо».
Уже в новой команде два года подряд Линкявичене доходила до полуфинала Кубка Европы, два года подряд занимала 4-е место в Первенстве России (2009/10, 2010/11), проигрывая серию за 3-е место оренбургской «Надежде». Вновь показывая стабильную игру, Сандра и здесь была одна из столпов курского «Динамо», постоянно выходя на матч в стартовой пятёрке. В августе 2010 года Сандра сыграла ключевую роль в том, что сборная Литвы сумела отобраться на Евробаскет-2011 с первого места в своей отборочной группе.
По окончании 2010 года она была номинирована на звание лучшей баскетболистки Старого Света сезона 2009/2010 по версии Международной федерации баскетбольных ассоциаций (ФИБА), куда Сандра попала благодаря своей отличной игре за курское «Динамо» и национальную сборную своей страны. Причём она была единственная из «списка 16-ти», чей клуб не принимал участие в Евролиге. А на родине она была признана лучшей баскетболисткой Литвы 2010 года (в 2009 в опросе болельщиков она была второй).
На чемпионате Европы — 2011 она снова была лидером в своей команде — 12 очков, 6,9 подборов в среднем за игру, но заняв 7-е место, сборная Литвы не отобралась в квалификацию на Олимпиаду — 2012.
После сезона 2010/11 Альгирдас Паулаускас ушёл тренировать екатеринбургский «УГМК» и в интервью газете «Спорт-Экспресс» ответил:

- Не хотели бы пригласить в Екатеринбург кого-то из своих подопечных по сборной Литвы? 
— Рассматривал кандидатуру Сандры Линкявичене. Но на её позиции в УГМК уже были хорошие игроки с действующими контрактами. Не было смысла что-то ломать. К тому же Линкявичене собирается стать матерью…

Перед началом сезона 20011/12 Сандра решила не продлевать контракт с «Динамо» и вернулась в Литву, где стала выступать за свой бывший клуб, который поменял не только название, но и прописку переехав из Вильнюса в Каунас.
Отыграв за «ВИЧИ Аистес» 6 игр в Евролиге и 4 матча в национальном первенстве Сандра 5 декабря 2011 года подписала контракт с екатеринбургским «УГМК». Причём клуб отпустил, когда уже шансы на попадание в плей-офф Евролиги были упущены, да и предложение по игроку было заманчивое. Спортивный директор Арвидас Тамашаускас сказал

Мы хотим искренне поблагодарить лидера команды и в то же время обеспечить возможность бороться за высшие награды Евролиги, так как УГМК является одним из самых реальных команд, чтобы выиграть титул.

7 декабря 2011 года состоялся дебют в составе «УГМК», выйдя на площадку в матче Евролиги против французского «Буржа».
При ежегодном опросе поклонников баскетбола на звание лучшей баскетболистки Литвы 2011 года Сандра вошла в тройку лучших, набрав 2187 голосов.
Сезон 2011/12 по праву считается самым лучшим российским периодом Сандры: 8 марта она обладатель Кубка России, отыграв в финальном матче против «Надежды» 11 минут: 1 подбор, 1 перехват, а 27 апреля она чемпионка России. Также Сандра участница Финала восьми Евролиги, где завоевала «бронзовые» медали, в этом розыгрыше Линкявичене была лучше всех в команде по перехватам — 2,2 в среднем за игру. Во многом благодаря великолепной игре Линкявичене летом 2012 года сборная Литвы преодолела квалификацию на чемпионат Европы — 2013, где Сандра была лучшая в команде по количеству атакующих передач в среднем за игру — 2,3 и перехватов — 2,7, а по количеству набранных очков показала 2-й результат — 14,3. Как следствие удачного сезона Сандра Линкявичене была признана лучшей баскетболисткой Литвы 2012 года
Сезон 2012/13 Сандра решила пропустить, объясняя это психологической усталостью от баскетбола. В мае 2014 года она вошла в расширенный список игроков сборной Литвы для подготовки к квалификационному турниру чемпионата Европы — 2015, но на одной из тренировок получила травму руки и была прооперирована.

### Статистика выступлений за клубы (средний показатель)
|  | Кубок Ронкетти |
|  | Кубок Европы   |
|  | Евролига       |

| Клуб                                            | Сезон        | Чемп. | Чемп.   | Чемп.   | Чемп.   | Кубок России | Кубок России | Кубок России | Кубок России | Еврокубки | Еврокубки | Еврокубки | Еврокубки |
| Клуб                                            | Сезон        | Игр   | Очк     | Подб    | Перед   | Игр          | Очк          | Подб         | Перед        | Игр       | Очк       | Подб      | Перед     |
| ----------------------------------------------- | ------------ | ----- | ------- | ------- | ------- | ------------ | ------------ | ------------ | ------------ | --------- | --------- | --------- | --------- |
| «Литовус телекомас», «Литовус», «ТЕО» (Вильнюс) | 1999-00      | ?     | ?       | ?       | ?       |              |              |              |              | 2         | 1,0       | 4,0       | 1,5       |
| «Литовус телекомас», «Литовус», «ТЕО» (Вильнюс) | 2000-01      | ?     | ?       | ?       | ?       |              |              |              |              | 9         | 3,4       | 1,9       | 0,6       |
| «Литовус телекомас», «Литовус», «ТЕО» (Вильнюс) | 2001-02      | 20    | 11,7    | 4,6     | 1,5     |              |              |              |              | 13        | 8,8       | 2,6       | 1,1       |
| «Литовус телекомас», «Литовус», «ТЕО» (Вильнюс) | 2002-03      | 20    | 9,6     | 3,9     | 1,3     |              |              |              |              | 13        | 8,2       | 5,2*      | 1,7       |
| «Литовус телекомас», «Литовус», «ТЕО» (Вильнюс) | 2003-04      | 23    | 13,6    | 5,3     | 2,8     |              |              |              |              | 12        | 4,8       | 2,8       | 1,6*      |
| «Литовус телекомас», «Литовус», «ТЕО» (Вильнюс) | 2004-05      | 20    | 11,8    | 4,8     | 2,2     |              |              |              |              | 19        | 10,6      | 6,1       | 2,8       |
| «Литовус телекомас», «Литовус», «ТЕО» (Вильнюс) | 2005-06      | 14    | 14,1    | 4,9     | 2,9     |              |              |              |              | 16        | 9,7       | 6,3       | 2,7*      |
| «Литовус телекомас», «Литовус», «ТЕО» (Вильнюс) | 2006-07      | ?     | ?       | ?       | ?       |              |              |              |              | 14        | 12,1      | 3,8       | 2,6       |
| «Литовус телекомас», «Литовус», «ТЕО» (Вильнюс) | 2007-08      | 26    | 13,7    | 5,6     | 3,0     |              |              |              |              | 12        | 11,2      | 4,9       | 3,2       |
| «Динамо» (Курск)                                | 2008-09      | 22    | 8,7     | 4,9     | 3,2*    | 3            | 6,0          | 5,0          | 1,3          | 13        | 10,2      | 5,4       | 3,5*      |
| «Динамо» (Курск)                                | 2009-10      | 21    | 10,3    | 6,4     | 3,1*    | 3            | 10           | 4,3          | 4,3*         | 14        | 12,6      | 6,2       | 3,4*      |
| «Динамо» (Курск)                                | 2010-11      | 24    | 10,9    | 6,0     | 3,3     | 1            | 8            | 2            | 0            | 4         | 11,3      | 8,5*      | 3,0*      |
| «Вичи Аистес» (Каунас) «УГМК» (Екатеринбург)    | 2011 2011-12 | 4 16  | 7,3 4,3 | 4,8 2,6 | 2,3 1,5 | 2            | 3,5          | 2,5          | 2,0          | 6 11      | 11,7 3,6  | 6,2* 2,8  | 3,8* 1,3  |

* — лучший показатель в команде

### Статистика выступлений за сборную Литвы (средний показатель)
| Сборная        | Сезон  | Место      | Чемпионат | Чемпионат | Чемпионат | Чемпионат |
| Сборная        | Сезон  | Место      | Игр       | Очк       | Подб      | Перед     |
| -------------- | ------ | ---------- | --------- | --------- | --------- | --------- |
| ЧЕ (до 18 лет) | 2000   | 4          | 8         | 15,5*     | 6,9*      | 3,3       |
| ЧМ (до 19 лет) | 2001   | 8          | 7         | 16        | 7,0       | 2,3*      |
| ЧМ             | 2002   | 11         | 8         | 6,3       | 4,3       | 1,6       |
| ЧМ             | 2006   | 6          | 8         | 12,1      | 4,8       | 3,4*      |
| ЧЕ             | 2005   | 4          | 8         | 13,5*     | 5,9       | 3,8*      |
| ЧЕ             | 2007   | 6          | 9         | 10,1      | 5,2       | 2,2*      |
| ЧЕ             | 2009   | 11         | 6         | 8,5       | 5,5       | 2,8*      |
| ЧЕ             | 2011   | 7          | 9         | 12,0*     | 6,9*      | 2,0       |
| ЧЕ             | 2013** | 2 в группе | 7         | 14,3      | 5,3       | 2,3*      |

* — лучший показатель в команде
** — квалификационный раунд

## Достижения
- Чемпион Литвы: 2000, 2001, 2002, 2003, 2004, 2005, 2006, 2007, 2008.
- Чемпион России: 2012
- Чемпион Балтийской лиги: 2000, 2001, 2002, 2003, 2004, 2005, 2006, 2007, 2008.
- Бронзовый призёр Евролиги: 2005, 2012
- Полуфиналист Кубка Европы: 2009, 2010.
- Обладатель Кубка России: 2012

## Личная жизнь
Летом 2009 года Сандра вышла замуж и поменяла девичью фамилию Валужите на Линкявичене. Муж её Вилиус — футболист, играет в любительской лиге за ФК «Вилкаи» (Утена).